# Fenwick Lansdowne
James Fenwick Lansdowne (8 de agosto de 1937 - 27 de julho de 2008) foi um artista autodidata da vida selvagem canadense, especialmente de aves. Lansdowne nasceu em Hong Kong e cresceu em Victoria, British Columbia. Sua primeira exposição foi no Royal Ontario Museum em 1956.
As aquarelas detalhadas de aves de Lansdowne são semelhantes em estilo ao trabalho de John James Audubon - muitas vezes apresentando uma espécie específica contra um fundo branco - mas seus objetos tendem a exibir uma qualidade mais realista e posturas mais naturais do que Audubon.